# Сен-Мартен-Канталес
Сен-Марте́н-Кантале́с (фр. Saint-Martin-Cantalès, окс. Sant Martin Cantalès) — коммуна во Франции, находится в регионе Овернь. Департамент — Канталь. Входит в состав кантона Пло. Округ коммуны — Морьяк.
Код INSEE коммуны — 15200.
Коммуна расположена приблизительно в 420 км к югу от Парижа, в 100 км юго-западнее Клермон-Феррана, в 22 км к северо-западу от Орийака.

## Население
Население коммуны на 2008 год составляло 172 человека.
| 1962 | 1968 | 1975 | 1982 | 1990 | 1999 | 2008 |
| ---- | ---- | ---- | ---- | ---- | ---- | ---- |
| 254  | 338  | 266  | 223  | 207  | 185  | 172  |

## Экономика

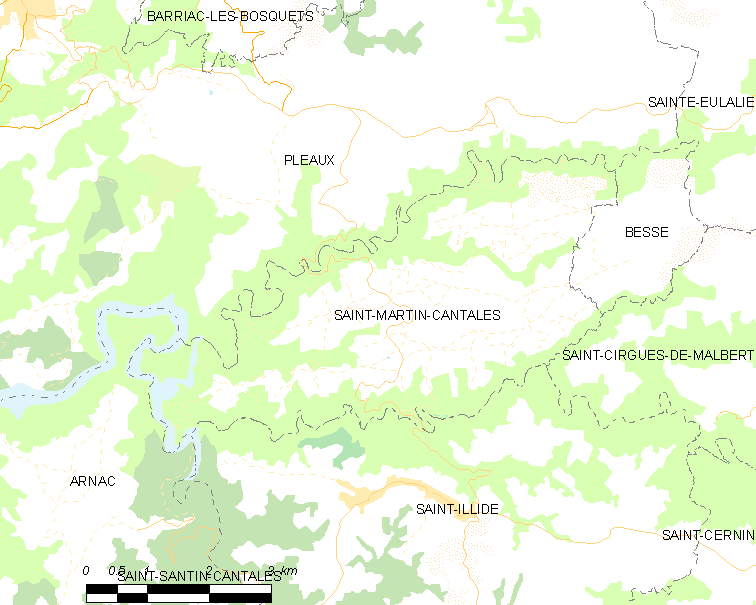
Карта коммуны

В 2007 году среди 107 человек в трудоспособном возрасте (15—64 лет) 80 были экономически активными, 27 — неактивными (показатель активности — 74,8 %, в 1999 году было 67,6 %). Из 80 активных работали 73 человека (41 мужчина и 32 женщины), безработных было 7 (1 мужчина и 6 женщин). Среди 27 неактивных 0 человек были учениками или студентами, 15 — пенсионерами, 12 были неактивными по другим причинам.

## Достопримечательности
- Церковь Сен-Мартен (XII век). Памятник истории с 1926 года[3]